# Demografia Bosniei și Herțegovinei
Populația Bosniei-Herțegovina este formată din slavi sudici, vorbitori ai limbii cunoscute până la destrămarea Republicii Socialiste federative Iugoslavia drept sârbocroată. Structura populației acestei țări, divizată în trei grupuri etnico-religioase este unică în Europa și înțelegerea sa și a evoluției este necesară pentru înțelegerea istoriei țării.

## Istoric

### Până în 1910
Triburile slave s-au stabilit pe teritoriul de azi al statului bosniac începând cu secolele V-VII. Slavii din Bosnia s-au amestecat cu autohtonii (iliri, celți, traci) și cu coloniștii romani rămași și au adoptat creștinismul în mod treptat (de la autohtoni), procesul fiind probabil finalizat în secolul X d.Chr.
Faptul că Bosnia s-a aflat pe linia de demarcație dintre catolicism și ortodoxie a influențat istoria acestei țări. În secolele XI-XIII pe teritoriul de azi al Bosniei-Herțegovina populația era divizată între catolici și ortodocși. În această perioadă se formează și biserica bosniacă, formațiune considerată eretică atât de către catolici cât și de ortodocși. Divizarea religioasă și lipsa de atenție a celor două biserici creștine față de acest teritoriu a favorizat islamizarea unei mari părți a populației slave în secolele XV-XVI, ceea ce a fost determinant pentru demografia Bosniei.
Pentru perioada otomană nu există date referitoare la componența etnică a Bosniei, însă toate cercetările sunt de acord că majoritatea populației era musulmană în secolul XVI (deși marja de apreciere este foarte largă, între 50 și 80%). Proporția musulmanilor a diminuat semnificativ după secolul XVI, probabil în special datorită participării la războaiele contra Austriei și Veneției (creștinii serveau în număr mic în armata otomană). 
Populația creștină a continuat să reprezinte o proporție semnificativă a provinciei. Catolicii au fost prezenți în mod tradițional în Herțegovina occidentală (regiunea de la vest de orașul Mostar) și în centrul Bosniei, iar ortodocșii au avut o prezență semnificativă pe tot teritoriul Bosniei. În perioada otomană în Bosnia s-au așezat și comunități de evrei sefarzi (în special în orașe). Procesul de creare a comunităților religioase (deși vorbind aceeași limbă) a marcat istoria Bosniei-Herțegovina până în prezent.
Primele recensăminte sunt organizate după intrarea Bosniei-Herțegovina în componența Austro-Ungariei. Între 1879 și 1910, autoritățile Dublei Monarhii organizează patru recensăminte. Aceste recensăminte solicitau respondenților să declare confesiunea religioasă; la recensământul din 1910 s-a solicitat și declararea limbii materne: sârbocroată sau alta.
Primul recensământ indică faptul că pe teritoriul Bosniei - Herțegovina (actualul teritoriu a statului), trăiau 1.158.164 de persoane. Dintre acestea 42,88% erau ortodocși (altfel spus sârbi), 38,75% musulmani, 18,08% catolici (croați). 0,31% aparțineau altor confesiuni (în special evrei).
Ultimul recensământ organizat de austrieci în anul 1910, arată că populația crescuse semnificativ, la 1.898.044 locuitori, din care 43,49% ortodocși, 32,25% musulmani, 22,87% catolici și 1,39% alții.
Se observă scăderea accentuată a populației musulmane, cauzată de emigrări masive spre Imperiul otoman, creșterea semnificativă a populației catolice, determinată de sosirea unui mare număr de croați din Dalmația și Croația, precum și a unui număr mai redus de italieni sau germani catolici și creșterea mai redusă a ortodocșilor, datorată sporului natural și unui număr redus de imigranți din Muntenegru sau din regiunea Novi Pazar (cunoscută în prezent sub numele de Sandjak).
Trebuie subliniat că, în perioada stăpânirii austro-ungare, populațiile creștine se identifică în mod ireversibil cu sârbii (ortodocșii) și croații (catolicii), în ciuda încercărilor administrației de a promova ideea unei identități bosniace. Această auto-identificare persistă până în prezent, deși în timpul comunismului s-a încercat promovarea identității "iugoslave", iar administrația internațională instituită după Acordul de la Dayton sau autoritățile centrale de la Sarajevo au încercat să resuscite ideea unei identități bosniace.

### Perioada interbelică
În perioada interbelică Bosnia-Herțegovina a făcut parte din Regatul sârbilor, croaților și slovenilor, denumit începând din 1929, Regatul Iugoslaviei.
În aceasă perioadă s-au organizat două recensăminte, în 1921 și 1931. Datele acestor recensăminte indică o tendință de creștere a populației și de menținere în linii mari a proporțiilor între grupurile etnice. Analiza datelor este complicată de faptul că, alături de religie, la ambele recensăminte a figurat și rubrica etnie, însă la recensământul din 1921 exista rubrica "sârbi și croați", iar majoritatea musulmanilor s-au înscris la rubrica "alții nedeciși și alții". În 1931 existau rubrica "iugoslav" și "alții".
În aceste condiții, structura etnică poate fi dedusă din examinarea componenței populației din punct de vedere religios.
În anul 1921 în Bosnia-Herțegovina trăiau 1.890.440 persoane, din care 43,87% ortodocși, 31,07% musulmani, 23,48% catolici și 1,58% alții.
În 1931 rezultatele indică 2.323.555 locuitori, din care 44,25% ortodocși, 30,90% musulmani, 23,58% catolici și 1,27% alții.
Se observă creșterea numărului populației și a proporției ortodocșilor și catolicilor, în ciuda migrării masive, fie spre alte regiuni ale Regatului Iugoslaviei, fie în străinătate.

### După al doilea război mondial
În perioada statului comunist iugoslav între 1948 și 1991 au fost organizate șase recensăminte în Bosnia-Herțegovina (1948, 1953, 1961, 1971, 1981, 1991). Compararea lor este dificilă, deoarece în toată această perioadă religia a figurat ca rubrică doar la recensământul din 1948, iar rubrica etnicitate a fluctuat în funcție de comandamentele politice ale momentului recensământului. 
Astfel, la recensământul din 1948 apare rubrica "musulmani indeciși" (dar mulți musulmani s-au declarat sârbi sau croați de religie musulmană), la cel din 1953 "iugoslavi indeciși", la cel din 1961 "musulmani ca grup etnic", iar începând din 1971 "musulman" ca popor iugoslav.
Pentru înțelegerea modificărilor structurii etnice trebuie reamintit faptul că, între 1941-1945, Bosnia - Herțegovina a făcut parte din Statul Independent Croat (NDH) și a fost principalul teatru de luptă din iugoslavia în timpul celui de-al doilea război mondial. Drept rezultat un mare număr de sârbi a părăsit Bosnia, migrând spre Muntenegru sau Serbia și un mare număr de sârbi și evrei a căzut victimă autorităților Statului Indepndent Croat. După război, un mic număr de sârbi s-a întors în Bosnia, devastată de război. Comparativ cu sârbii, pierderile celorlalte grupuri etnice au fost mult mai reduse.
- Recensământul din 1948

Conform acestuia, în Bosnia-Herțegovina trăiau 2.565.277 persoane. Dintre acestea: 1.136.116 erau sârbi (inclusiv 71.125 de sârbi de confesiune musulmană), reprezentând 44,4% din populație republicii. 788.403 "musulmani indeciși", reprezentau 30,3% din populație, iar 614.123 persoane s-au declarat croați (inclusiv 24.914 croați de religie musulmană), reprezentând 23,9% din populație.
- Recensământul din 1953

Conform recensământului din 1953 (la care religia nu a mai fost recensată), în Bosnia Herțegovina trăiau 2.847.790 persoane din care s-au declarat sârbi 1.264.372 (44,4%), "iugoslavi nedeciși" 891.800 (31,3%), croați 654.229 (22,9%). Majoritatea musulmanilor s-au edclarat "iugoslavi nedeciși".
- Recensământul din 1961

Este primul recensământ la care se admite declararea ca "musulman în sens etnic". De asemenea, la acest recensământ s-a permis pentru prima oară declararea ca "iugoslav".
Rezultatele sunt 3.277.948 locuitori din care sârbi 1.406.057 (42,89%), musulmani 842.248 (25,69%), croați 711.665 (21,71%), iugoslavi 275.883 (8,41%).
Deoarece nu a figurat rubrica "religie", este greu de estimat care era proporția musulmanilor în grupul "iugoslavilor", deși mulți autori consideră că majoritatea celor care s-au declarat iugoslavi aparțineau comunității musulmane.
Recensământul din 1961 este important deoarece este ultimul în care sârbii apar ca deținând majoritatea relativă în republică. Se observă de altfel o scădere a proporției sârbilor și a croaților în structura populației, fenomen care va continua începând din 1961.
- Recensământul din 1971

Acesta are loc după recunoașterea musulmanilor drept "popor constitutiv" al Iugoslaviei.
Rezultatele sunt: 3.746.111 persoane din care sârbi 1.393.148 (37,12%), musulmani 1.482.430 (39,57%), croați 772.491 (20,62%), iugoslavi 43.796 (1,16%).
Se observă scăderea masivă a proporției sârbilor și faptul că, pentru prima oară din 1879, musulmanii reprezintă grupul etnic cel mai numeros. Proporția croaților scade ușor, dar numărul lor crește pentru ultima oară, atingând nivelul maxim. Din acest moment, proporția croaților va scădea, inclusiv în cifre absolute.
Modificarea proporțiilor etnice este atribuită emigrării masive a sârbilor și creșterii natalității populației musulmane.
- Recensământul din 1981

Rubricile rămân aceleași ca la recensământul precedent.
Rezultate: 4.124.008 locuitori, din care 1.629.924 musulmani (39,52%), 1.320.644 sârbi (32,02%), croați 758.136 (18,38%), iugoslavi 326.280 (7,91%).
Tendința observată la precedentul recensământ se menține: musulmanii cresc numeric, deși proporția rămâne relativ aceeași, iar sârbii și croații scad, atât numeric cât și ca proporție. Numărul iugoslavilor crește semnificativ, legat probabil de urbanizarea accentuată și de creșterea căsătoriilor mixte. Recensământul este efectuat imediat după moartea lui Tito, la finalul unei perioade de creștere economică susținută. Din acest moment, în Iugoslavia începe o perioadă de criză economică (deși standardele de viață sunt cele mai ridicate din statele socialiste) și politică (apar germenii destrămării Federației), care va culmina cu războaiele din anii '90, cauzate de secesiunea Croației și Bosniei-Herțegovina.
- Recensământul din 1991

Este ultimul recensământ din Bosnia-Herțegovina efectuat până în prezent (2006). Rezultatele sunt: 4.394.574 locuitori din care musulmani 1.905.829 (43,36%), sârbi 1.369.258 (31,15%), croați 755.895 (17,2%), iugoslavi 239.845 (5,45%). 
Tendințele observate anterior se amplifică, musulmanii au aproape aceeași proporție în populația Bosniei-Herțegovina ca sârbii în 1948, iar sârbii și croații continuă să scadă atât numeric cât și ca proporție. Scade, de asemenea, numărul și proporția iugoslavilor, în contextul în care războiul din Croația arăta că destrămarea Federației era ireversibilă.

### Situația după 1992
Războiul din 1992-1995 a avut ca rezultat deplasarea a 2 milioane de cetățeni ai Bosniei-Herțegovina (deveniți refugiați în afara țării sau persoane deplasate în interior) și 100.000 de civili și militari uciși. 
După 1995, prin acordul de la Dayton s-a instituit pacea însă țara continuă să fie divizată pe baze etnice. Având în vedere reticența multor sârbi și croați în a accepta abandonarea garanțiilor acordate grupurilor etnice, în special de teamă că o astfel de stuație ar fi în avantajul musulmanilor (care au o rată a natalității mai mare), situația pare să continue astfel, cel puțin pe termen mediu.
În aceste condiții este greu de prevăzut că un recensământ va fi organizat în curând. Estimarea Agenției Centrale de Investigații (CIA) din anul 2000 dă următoarea componență etnică: 4 milioane de locuitori din care 48% ar fi bosniaci, 37% sârbi, 14,3% croați iar 0,6% din populație aparține altor grupuri etnice (în special romi). Cu toate acestea, evaluarea este deja depășită astfel că până în momentul unui nou recensământ, ultimele date oficiale sunt cele din 1991.